# Ketoprofen
Ketoprofen (łac. ketoprofenum) – organiczny związek chemiczny zbudowany z reszty benzofenonu i kwasu propionowego (mieszanina racemiczna). Należy do grupy niesteroidowych leków przeciwzapalnych (NLPZ) hamując aktywność zarówno COX-1, jak i COX-2. Wykazuje silne działanie przeciwzapalne, przeciwgorączkowe i przeciwbólowe (około 4 razy słabsze niż deksketoprofenu będącego czystym enancjomerem o konfiguracji S).

## Farmakokinetykaifarmakodynamika
Dobrze wchłania się z przewodu pokarmowego. Początek działania obserwuje się po 0,5 godziny po podaniu doustnym. Maksymalne stężenie w surowicy osiąga po 2 godzinach. Przy podaniu domięśniowym działanie obserwuje się po 15 minutach, a maksymalne stężenie po 45 minutach. Okres półtrwania wynosi około 2 godziny po podaniu tabletki, czopka i iniekcji, a 5,5 godziny po podaniu tabletki retard. Wiąże się z białkami w ponad 99%.
Wchłanianie ketoprofenu do krwiobiegu przez skórę zachodzi bardzo powoli. Po 5–8 godzinach od miejscowego podania dawki 50–150 mg ketoprofenu stężenie ketoprofenu w osoczu wynosi 0,08–0,15 μg/ml (5–10% wartości stężenia uzyskanego po podaniu doustnym, co zmniejsza ryzyko wystąpienia objawów niepożądanych). Wykazano, że ketoprofen w żelu penetruje do wszystkich tkanek stawu. Ballerini i wsp. stwierdzili, że po aplikacji 10 cm ketoprofenu w żelu 2,5% na staw kolanowy stężenie w mazi stawowej było porównywalne do osiąganego po podaniu domięśniowym (1,31 µg/g), a w pozostałych tkankach okołostawowych wynosiło: torebka stawowa 2,35 µg/g, kaletka maziowa 4,70 µg/g (czyli kilkanaście razy więcej niż po doustnej aplikacji leku).

## Profil działania
Przeciwzapalny i przeciwbólowy efekt NLPZ jak ketoprofen polega głównie na blokowaniu syntezy prostaglandyn (E2, E1) poprzez hamujący wpływ na cyklooksygenazę (COX). Efekt przeciwzapalny wiąże się głównie z hamowaniem izoenzymu COX-2 (wyzwalanego w toku procesu zapalnego), zaś za działania niepożądane dotyczące przewodu pokarmowego związane ze stosowaniem NLPZ jest odpowiedzialne równoczesne blokowanie przez lek izoformy COX-1 (postać obecna stale w organizmie i uczestnicząca w wielu procesach fizjologicznych). W ostrym stanie zapalnym stężenie prostaglandyn w chorych tkankach jest najwyższe. Dlatego skuteczność miejscowych NLPZ jest wówczas największa.

## Wskazania
Ketoprofen jest stosowany w leczeniu objawowym zmian zapalnych i zwyrodnieniowych w schorzeniach reumatycznych, MIZS, RZS, ZZSK. Szeroko stosowany też w leczeniu bólu pooperacyjnego, pourazowego, rzadziej w łagodzeniu innych zespołów bólowych.

## Przeciwwskazania
Czynna choroba wrzodowa, alergia na salicylany, ciężkie postacie astmy. Nie należy stosować leku w ciąży ani podczas laktacji. Nie stosuje się leku u dzieci. Względnym przeciwwskazaniem jest również stwierdzona niewydolność krążenia, schorzenia wątroby i nerek, nadwrażliwość na substancje zawarte w leku.

## Działania niepożądane
Najczęściej objawy ze strony przewodu pokarmowego, w tym możliwość krwawień. Z tego też względu zaleca się podawanie zapobiegawcze IPP. Może wystąpić niestrawność, nudności, ból brzucha, wzdęcie, biegunki lub zaparcia. Rzadziej wymioty, brak łaknienia. Sporadycznie zapalenie jamy ustnej i nekroliza naskórka.

## Interakcje
Podawany razem z lekami moczopędnymi może zwiększać ryzyko uszkodzenia nerek. W przypadku podawania leku z solami litu należy pozostawić pacjenta pod ścisłą opieką lekarską. Ścisły nadzór jest również wymagany przy podawaniu ketoprofenu razem z warfaryną.

## Dawkowanie
Dostępne są preparaty doustne po 50, 100, 150 i 200 mg w tabletkach, do wstrzyknięć domięśniowych i dożylnych (po rozcieńczeniu w płynie fizjologicznym) po 100 mg w 2 ml, oraz czopki doodbytnicze po 100 mg. Podaje się zgodnie z zaleceniem lekarza. Przeciętne dawkowanie w chorobach reumatycznych wynosi około 150 mg na dobę. Dawka maksymalna 200 mg. Istnieje też forma leku w żelu do stosowania zewnętrznego.

## Preparaty

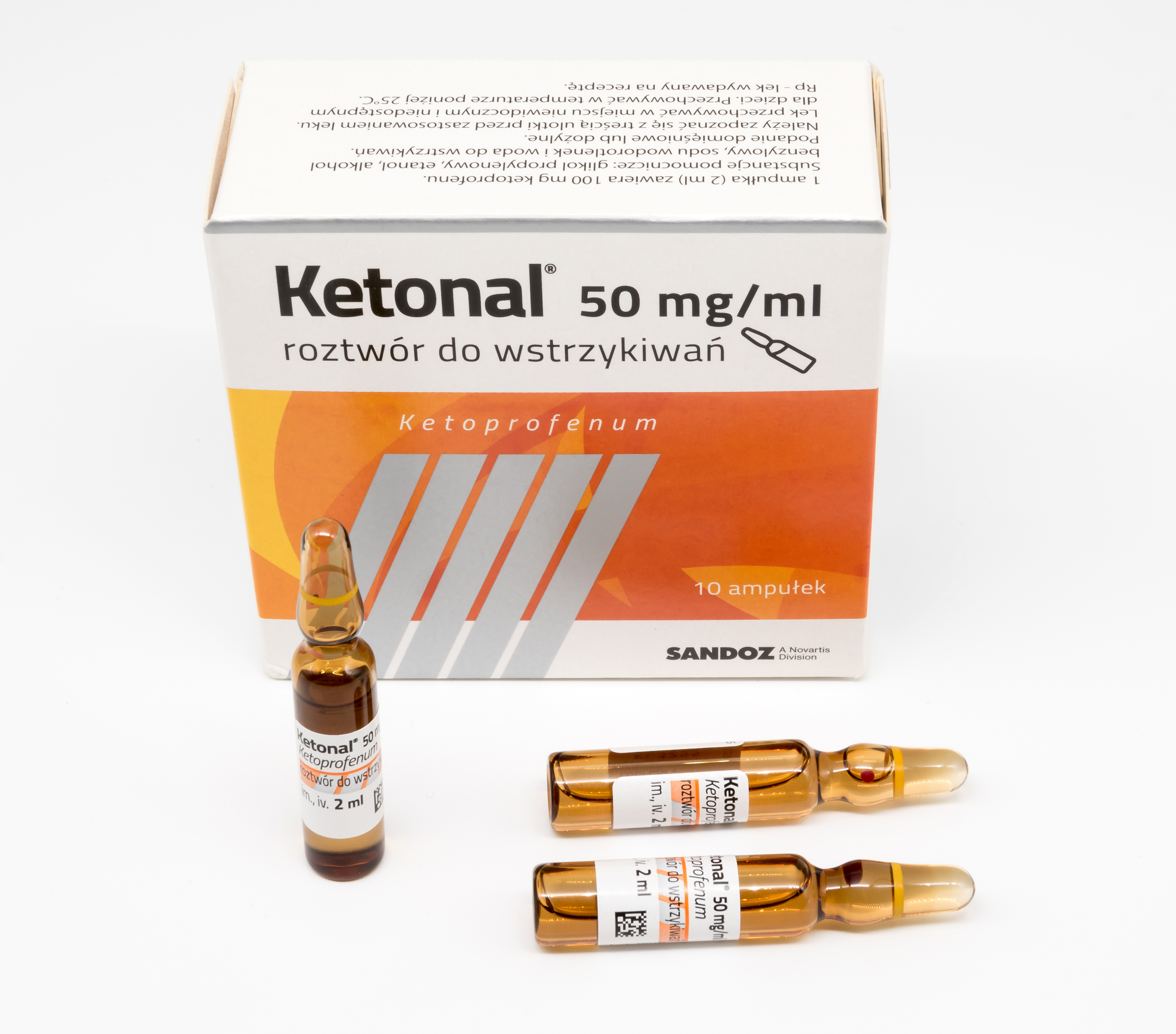
Lek zawierający ketoprofen

Lista leków zawierających ketoprofen (mieszaninę racemiczną) dopuszczonych do obrotu w Polsce (stan na 1 stycznia 2022 r.): 
- Bi-Profenid
- Fastum
- Febrofen
- Ketoflix
- Ketokaps
- Ketokaps Max
- Ketokaps Med
- Ketolek
- Ketonal
- Ketonal Active
- Ketonal Duo
- Ketonal Fast
- Ketonal forte
- Ketonal Sprint
- Ketoprofen LGO
- Ketoprofen Ziaja
- Ketoprofen-SF
- Ketospray forte
- Okitask
- Opokan-keto
- Profenid
- Refastin
- Ultrafastin